# Fridolina Rolfö
Fridolina Rolfö (Kungsbacka, 24 de novembro de 1993) é uma futebolista profissional sueca que atua como atacante (pt: avançada).
Atualmente (2023) joga pelo FC Barcelona, clube sediado na cidade de Barcelona em Espanha.
Integra a Seleção Sueca de Futebol Feminino desde 2014. 

## Clubes
Jogou por vários clubes:
- Jitex BK (2011–2013)
- Linköpings FC (2014–2016)
- Bayern München (2017–2019)
- VfL Wolfsburg (2019–2021)
- FC Barcelona (2021-)

## Carreira
Fridolina Rolfö fez parte do elenco da Seleção Sueca de Futebol Feminino, nas Olimpíadas de 2016 e nas Olimpíadas de 2020. 
Integrou a  Seleção Sueca de Futebol Feminino na Copa do Mundo de Futebol Feminino de 2023, tendo a Suécia ficado em 3.º lugar, e conquistado a medalha de bronze.

## Títulos
- Campeonato Sueco de Futebol Feminino – 2016
- Copa da Suécia de Futebol Feminino – 2013/2014, 2014/2015
- Campeonato Europeu de Futebol Feminino Sub-19 - 2012
- Jogos Olímpicos de 2016 – Futebol feminino
- Copa do Mundo de Futebol Feminino - 2019
- Copa do Mundo de Futebol Feminino -  2019,  2023